# Chelonus chilensis
Chelonus chilensis är en stekelart som beskrevs av Henry Lorenz Viereck 1912. Chelonus chilensis ingår i släktet Chelonus och familjen bracksteklar. Inga underarter finns listade i Catalogue of Life.